# Klockviolbuske
Klockviolbuske (Iochroma australe) är en art inom familjen potatisväxter från södra Bolivia och nordvästra Argentina. Arten här möjligen hemma i släktet Eriolarynx, men detta är oklart och något nytt namn finns inte publicerat ännu. Klockviolbuske odlas som kruk- eller utplanteringsväxt i Sverige.
Klockviolbuske är en lövfällande buske som kan bli upp till fem meter höf i odling, men är vanligen mycket mindre. Barken är silvergrå, med täta porer. Bladen är lansettlika, till 8 cm långa och 2,5 cm breda med ett 2 cm långt bladskaft, de är mörkt gröna på ovansidan med sparsamma, enkla hår. Undersidan är ljusgrön med tydliga nerver. Blomställningen är fint hårig och bär 1-5 blommor som sitter på upp till 3 cm långa skaft. Fodret är skålformat med fem grunda, uddspetsiga flikar. Kronan femflikig, tratt- eller klocklik, cirka 2,5 cm lång, blå, purpur eller rosatonad vit. Endast den övre delen av kronans insida är färgad, utsidan är sammetshårig. Flikarnas kanter är håriga eller papillösa. Ståndarsträngarna är tillplattade mot basen och växer under blommans livstid från 1-2,5 cm. Ståndarknapparna bär ljusgult pollen. Pistillen är ensam, märket är tvådelat. Frukten är en gulaktigt bär.
Arten liknar pipviolbuske (I. cyaneum) som dock har rörformade blommor. En annan liknande art är praktviolbuske (I. grandiflorum) som har klibbiga blad och blommor som blir mellan 4,5 och 7 cm långa.

## Sorter
Några sorter odlas, som 'Andean Snow' (vit), 'Bill Evans' (djupt blå) och 'Sunrise'.

## Synonymer
- Acnistus australis (Griseb.) Griseb.
- Acnistus australis var. grandiflorus Griseb.
- Dierbachia australis (Griseb.) Kuntze
- Dunalia australis (Griseb.) Sleumer